# Église Saint-Pierre-ès-Liens de Sarran
Pour les articles homonymes, voir Église  Saint-Pierre-ès-Liens.
L'église Saint-Pierre-ès-Lien est une église située à Sarran dans le département de la Corrèze.

## Historique

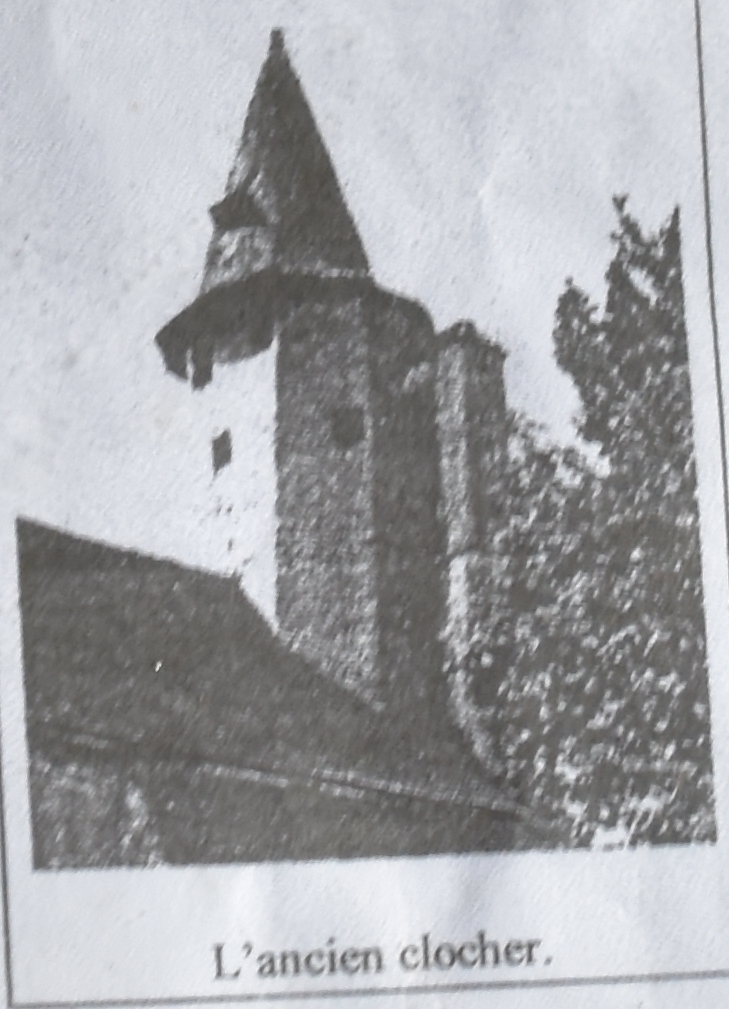
L'ancien clocher vers 1900 avant sa destruction.

Au début du XVe siècle fut construite une chapelle qui est devenue aujourd'hui l'église paroissiale. Autour de la clé de voûte la première travée, est gravée la date de construction de cette chapelle : Anno Domini MCCCCIX (1409).
Deux chapelles latérales furent ensuite ajoutées.
À la fin du XIXe siècle, l'église fut agrandie avec la construction d'un nouveau clocher octogonal surmonté d'un toit conique. En 1931, ce clocher qui était en mauvais état fut démoli et remplacé par le clocher-mur actuel.
Les objets mobiliers protégés sont :
- la cloche du clocher-mur[4]
- la statue de saint Jean-Baptiste[5]
- le demi-relief les Noces de Cana[6]
- Le demi-relief la Cène[7]
- la Pietà[8]
- le tabernacle à ailes[9]

L'église a été inscrite au titre des Monuments historiques par arrêté du 31 mai 1988.

### Extérieur de l'église

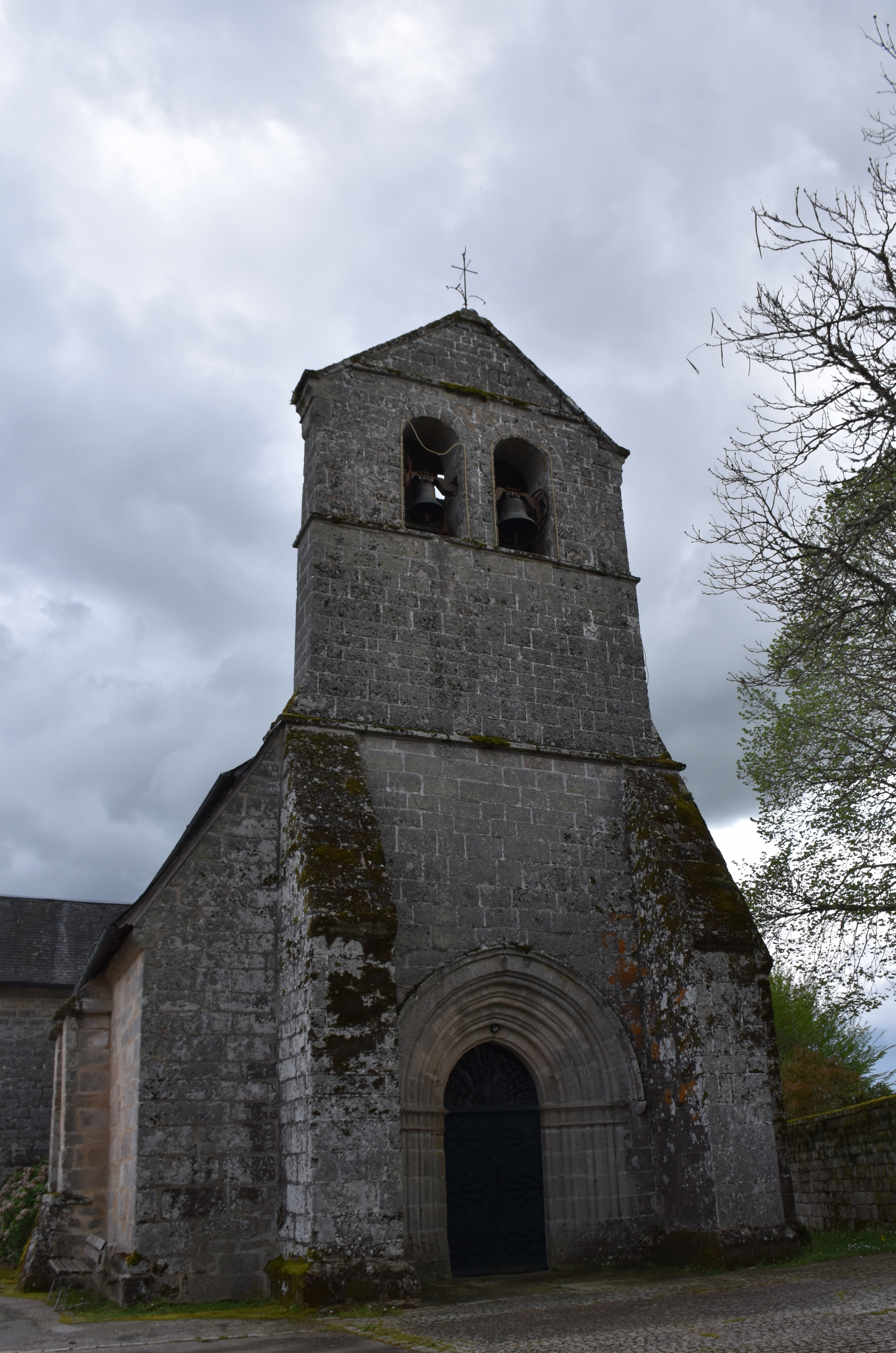
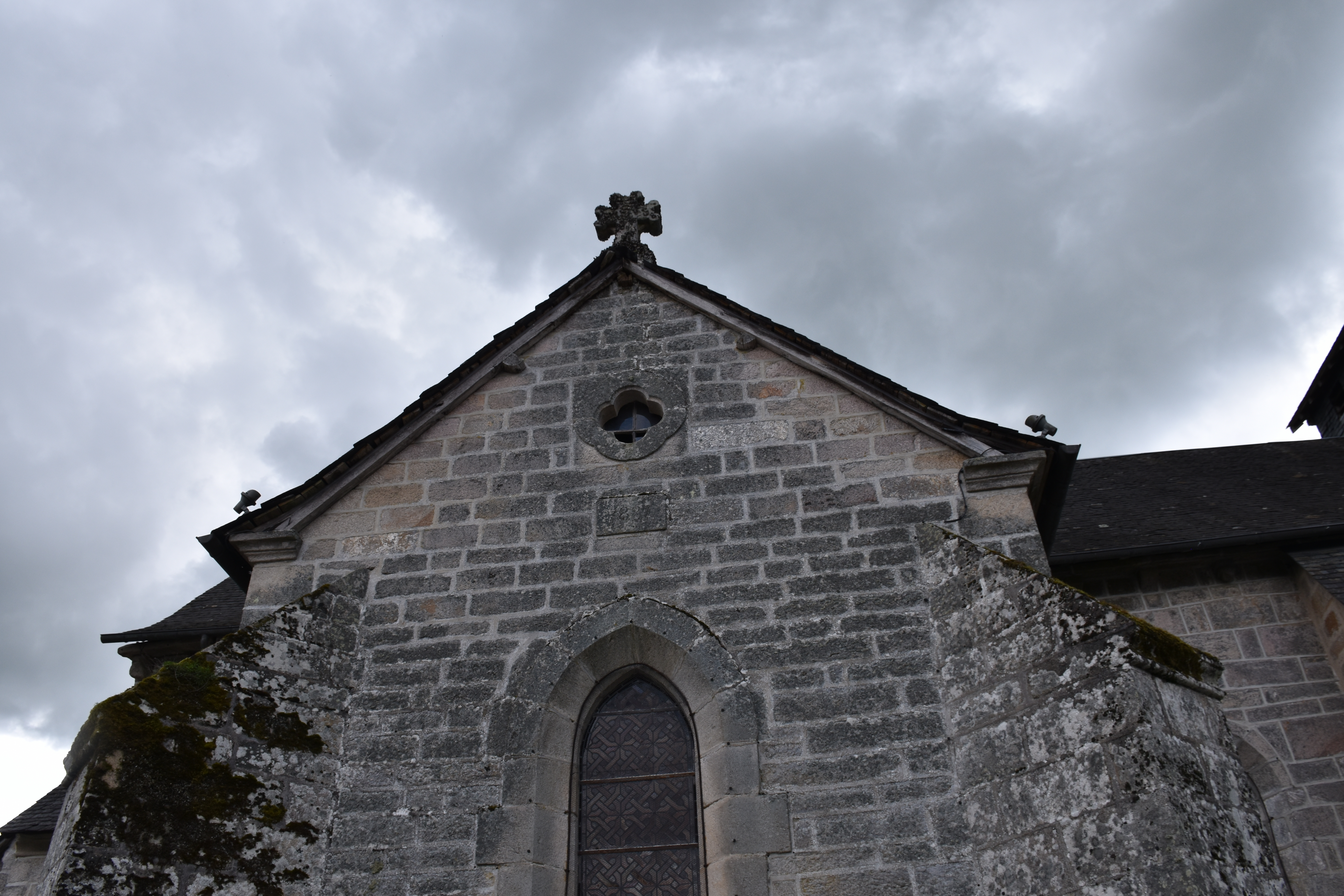
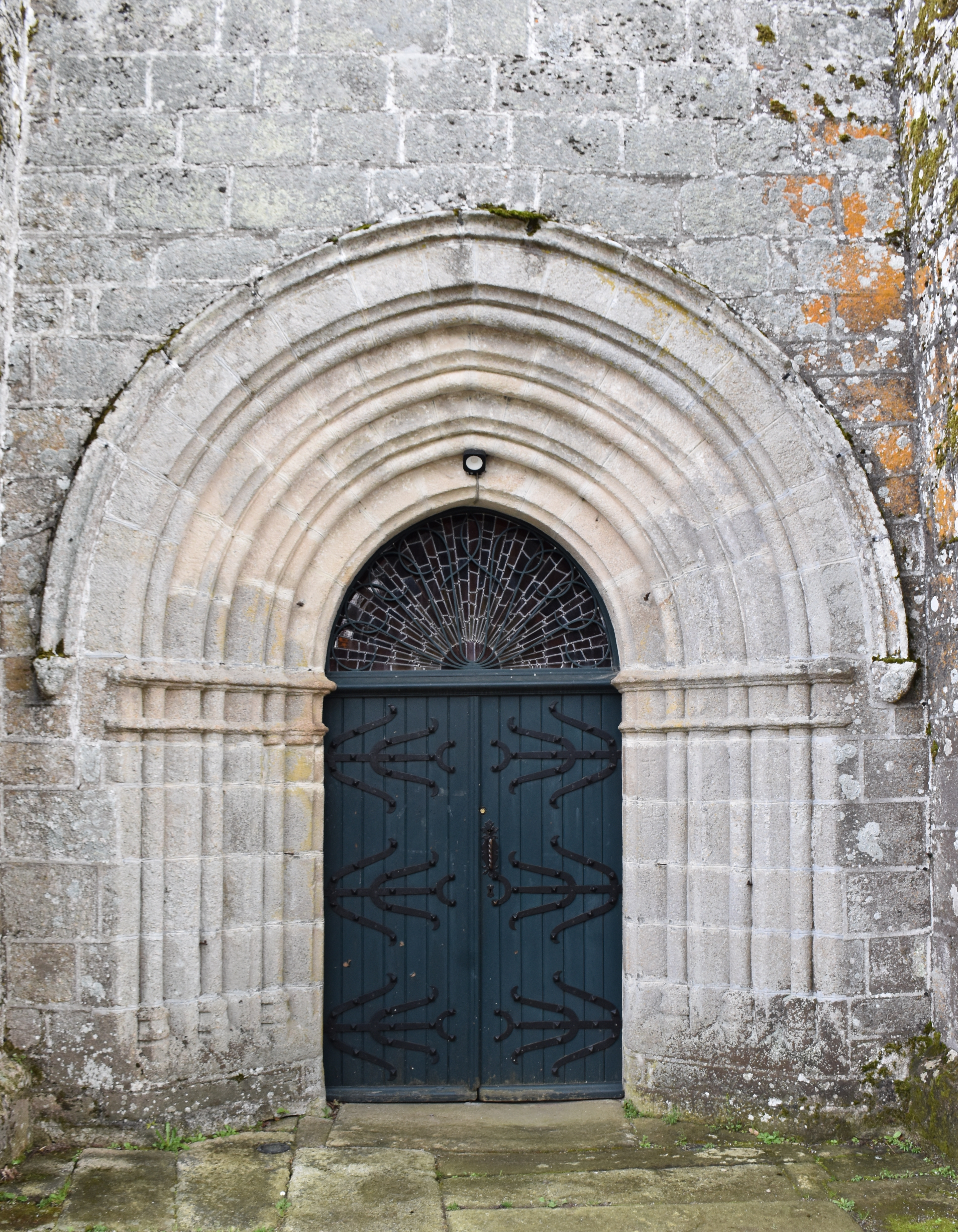
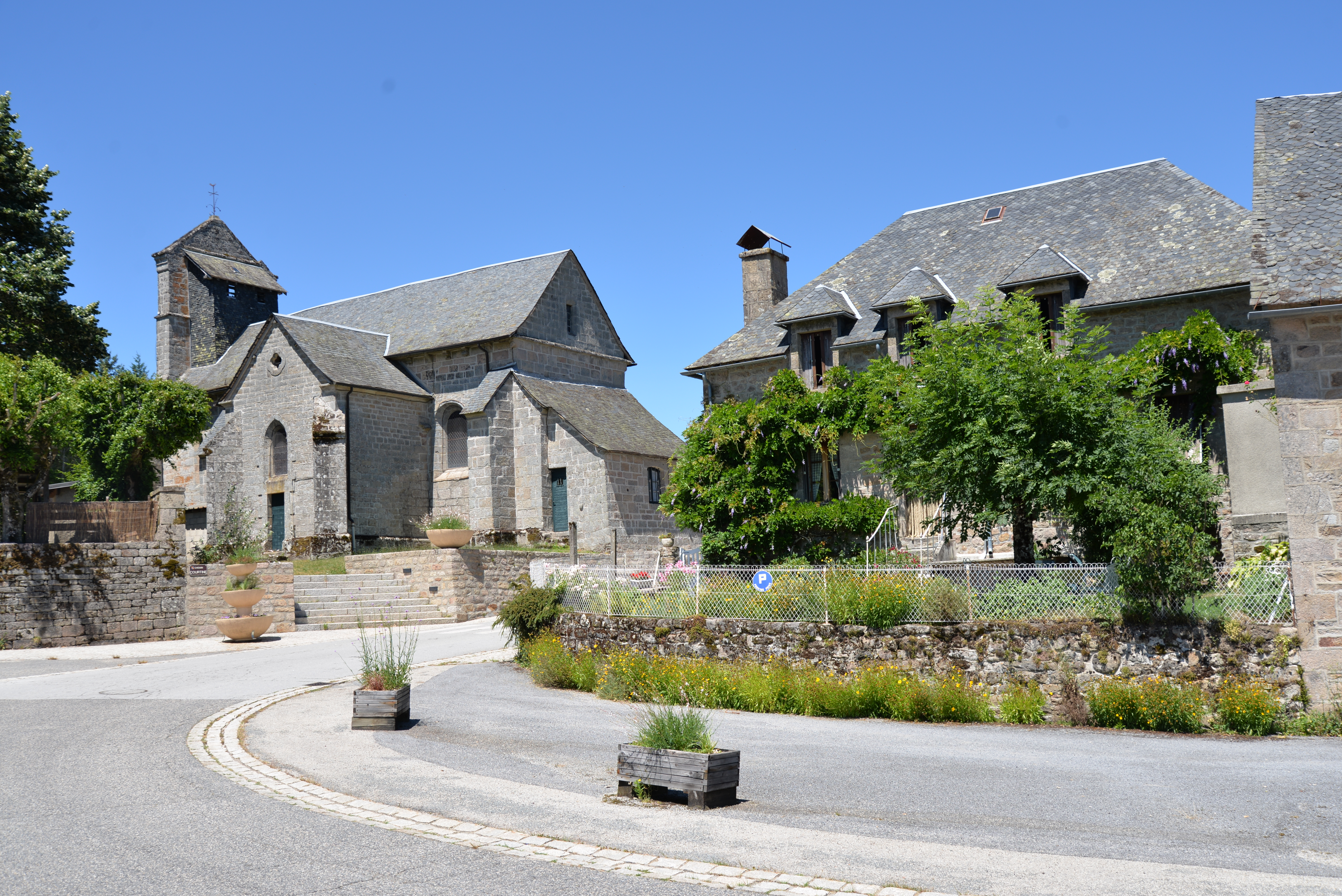

### Intérieur de l'église

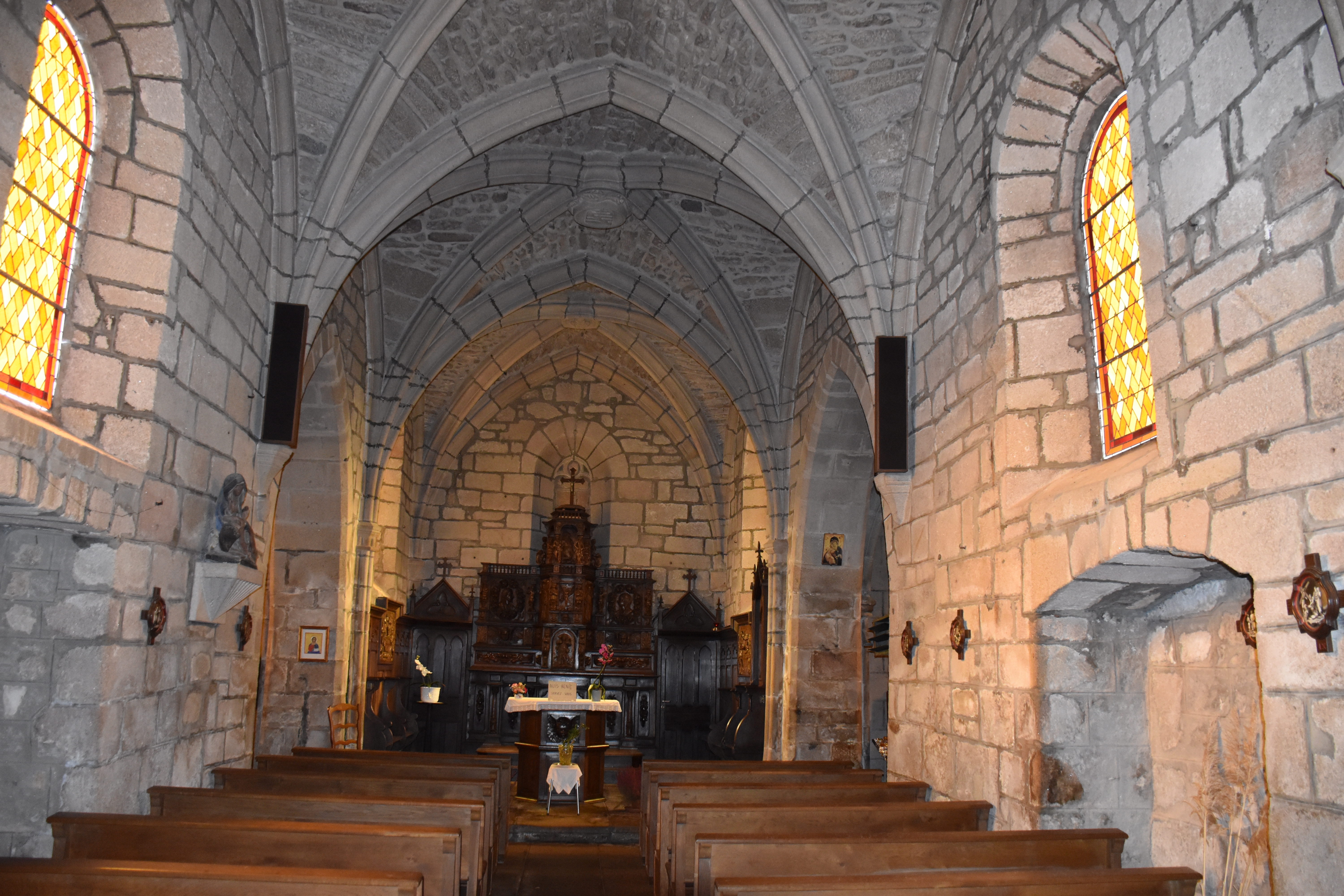
Vue de la nef.
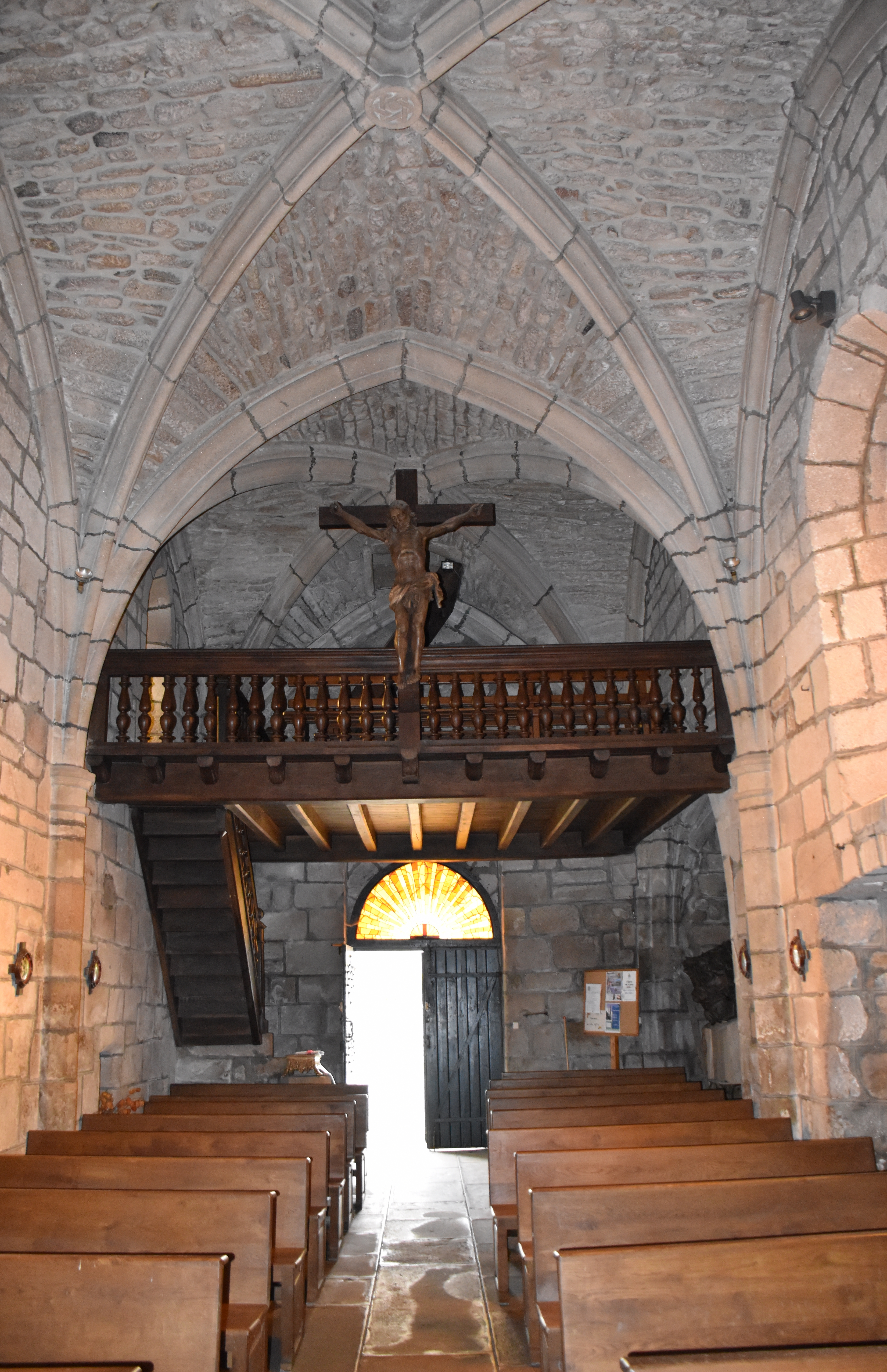
La nef côté porche.
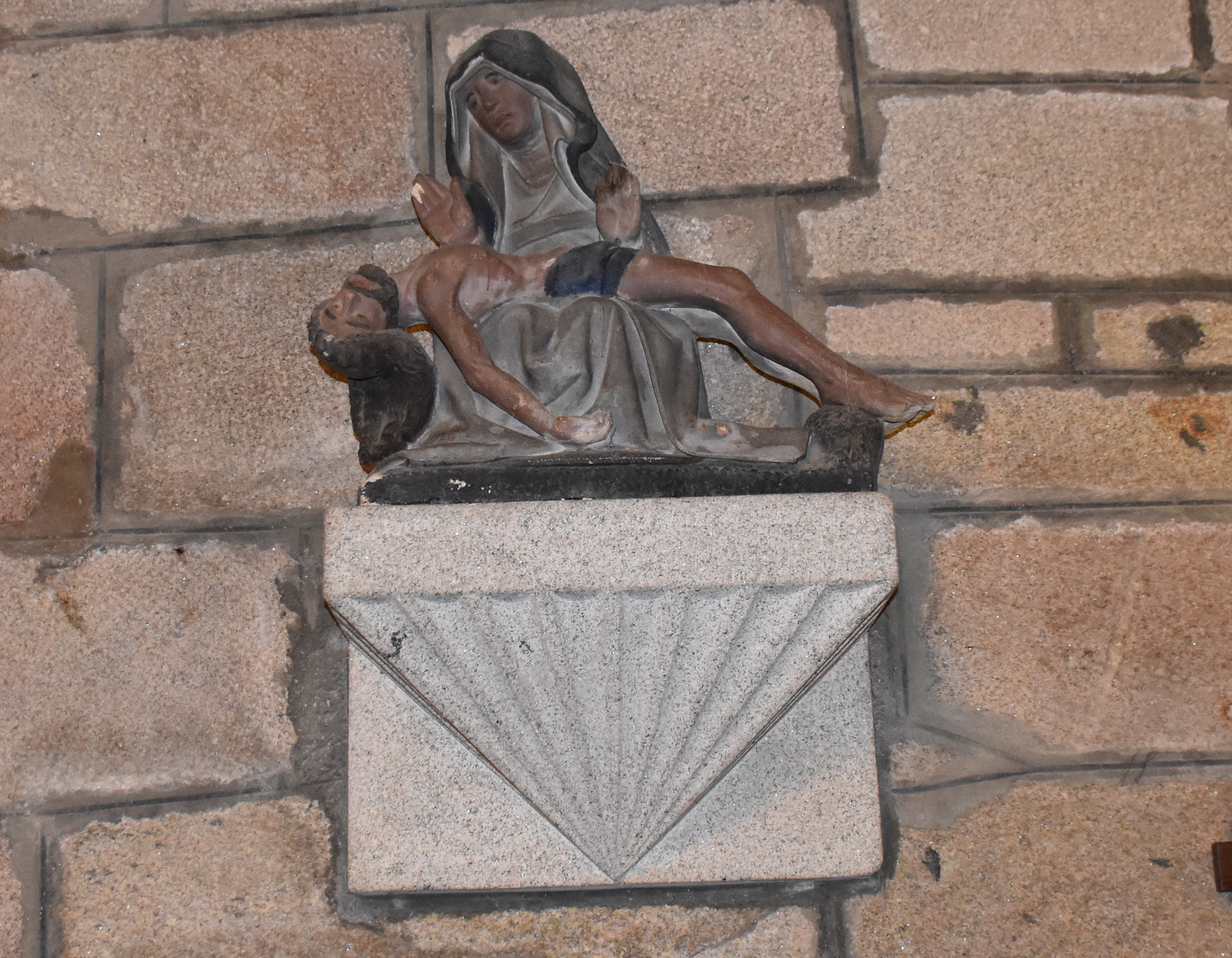
La pieta.
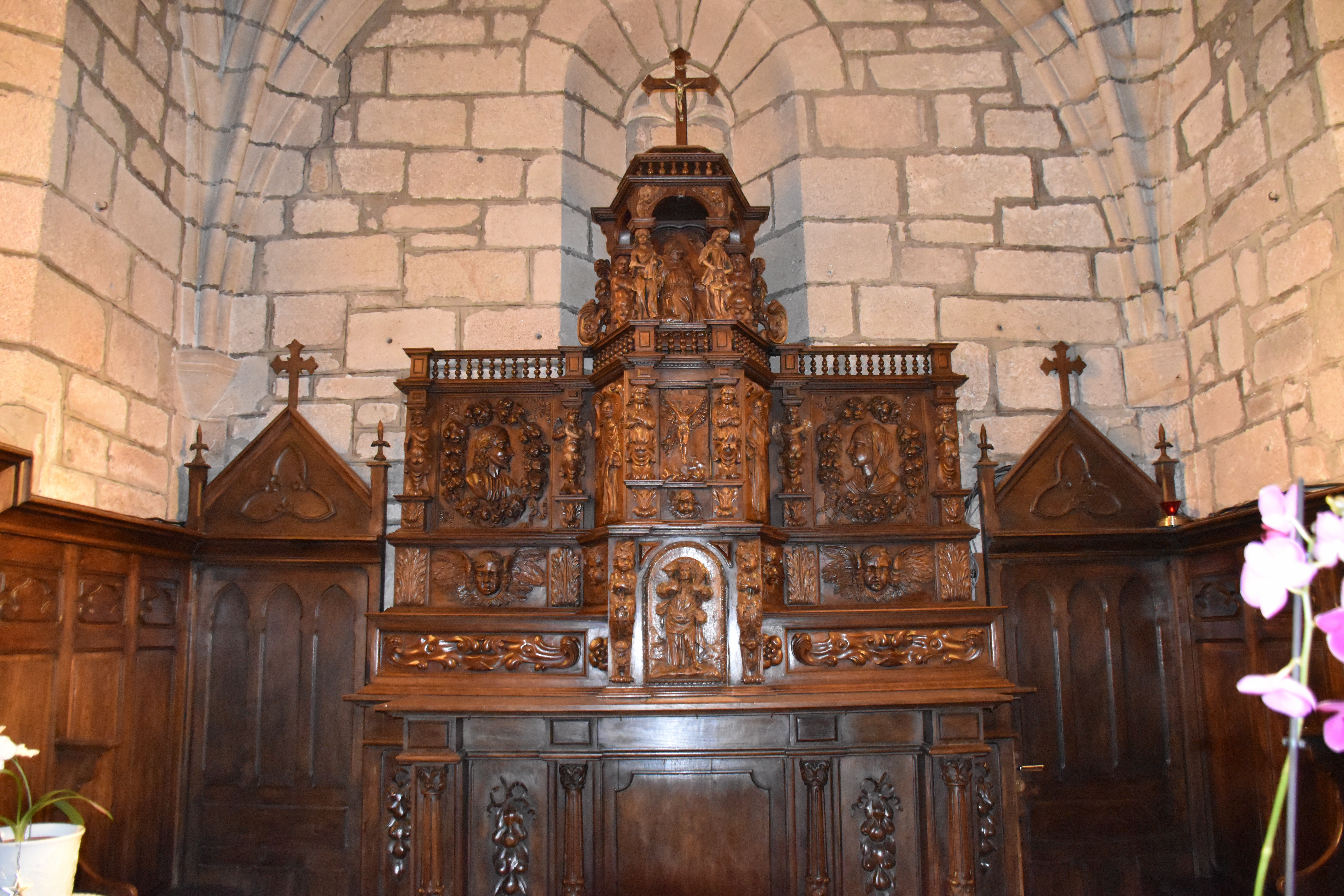
.
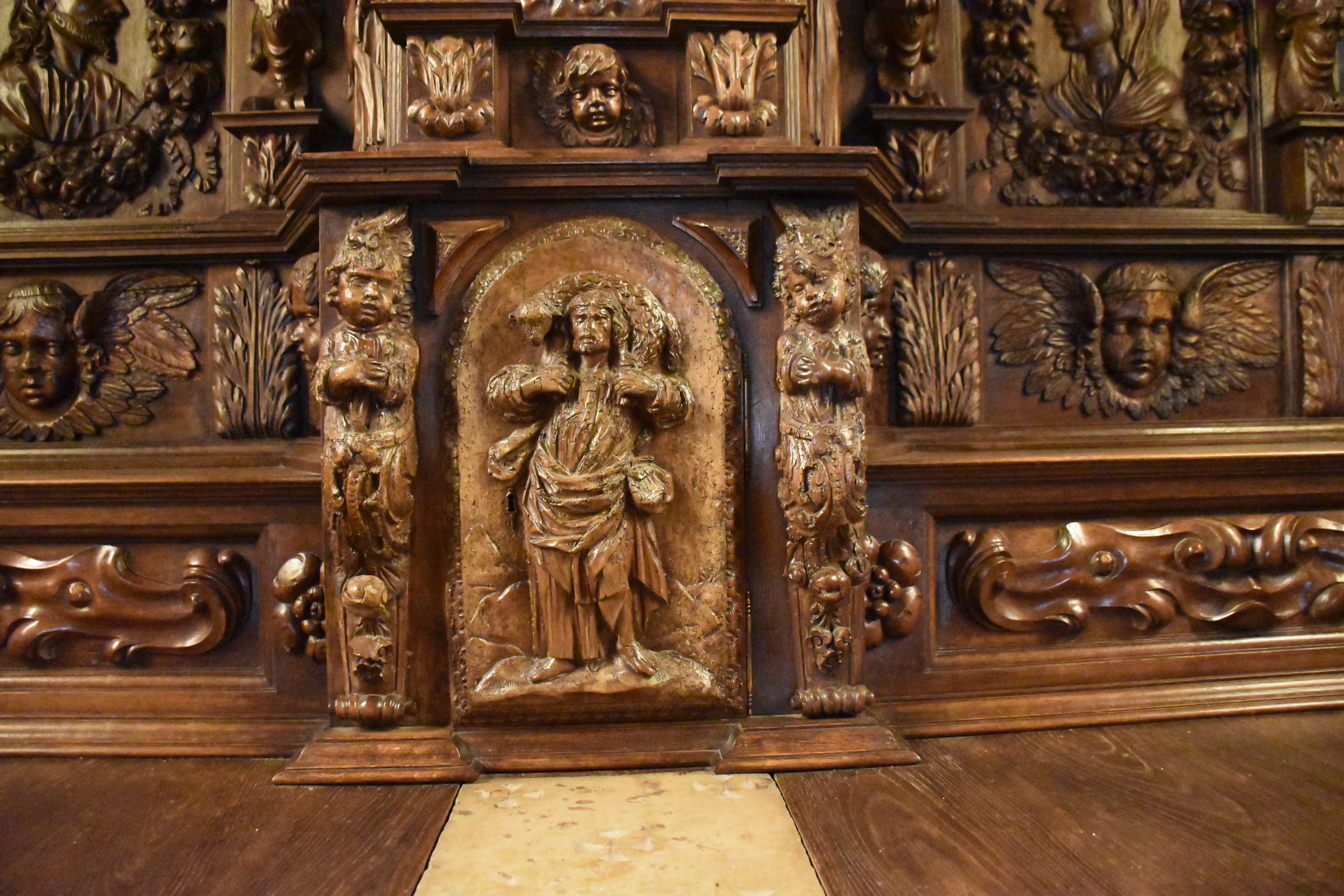
.
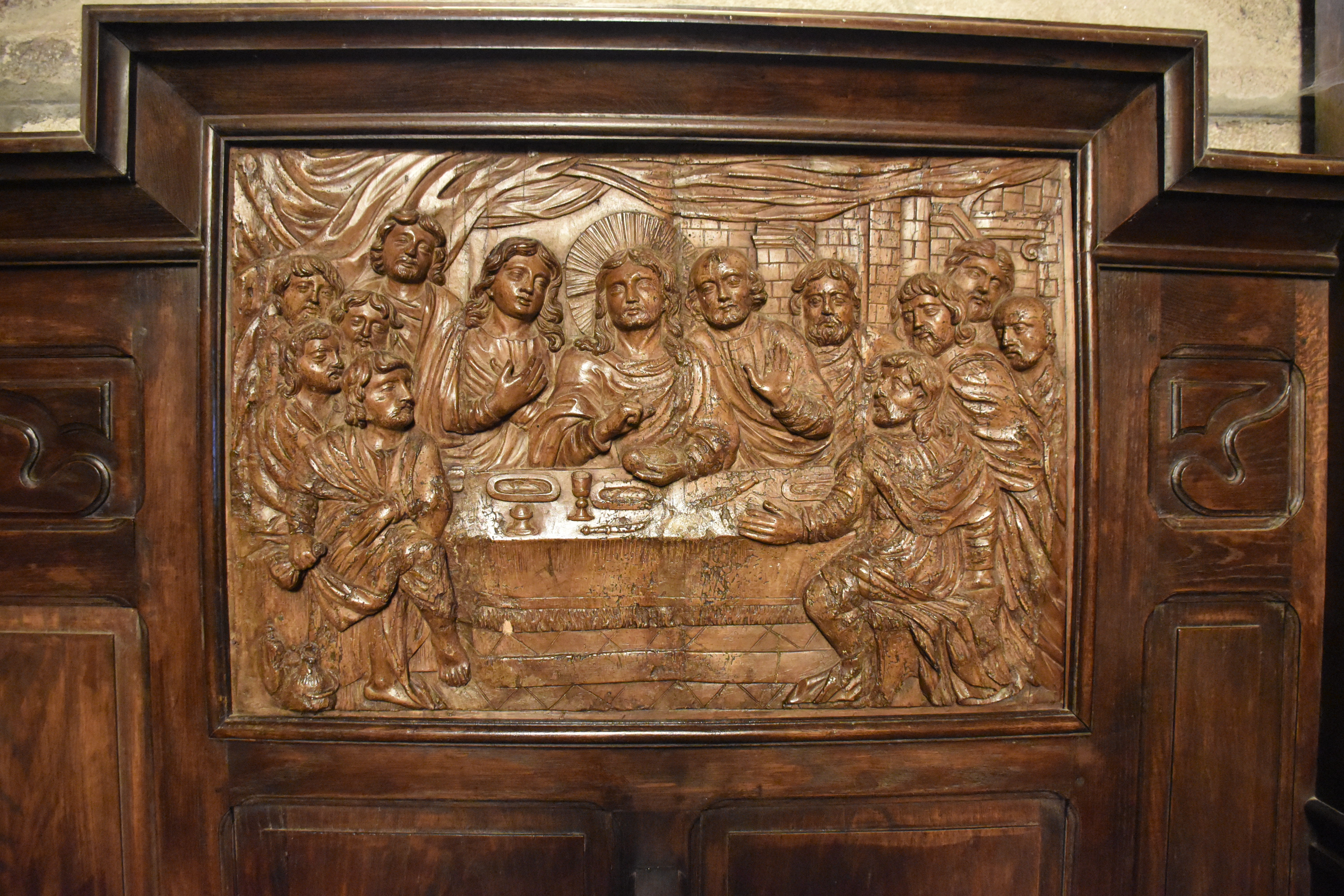
Le demi-relief de la Cène.